# Catedral Sagrado Coração de Jesus (Porto Velho)
Catedral Sagrado Coração de Jesus é a catedral católica de Porto Velho, no estado de Rondônia. Apesar de ter tido sua pedra fundamental lançada em 3 de maio de 1917 — presentes o Bispo do Amazonas, Dom João Irineu Joffily, e o Superintendente Municipal, Joaquim Augusto Tanajura — somente em 1927 a catedral teve sua construção definitiva efetivamente iniciada.

## História
Ao mesmo tempo, ela é um estilo romano, e gótico, pois por dentro ela é estilo gótico, e por fora estilo romano, por isso falamos que ela é uma mistura. Construída em local selecionado em 1917 pelo próprio arcebispo Joffily, sua localização corresponde hoje ao extremo leste do bairro Caiarí, em frente ao Paço Municipal de Porto Velho. A primeira missa realizada na Capela Provisória do Sagrado Coração de Jesus, foi celebrada pelo padre Antônio Carlos Peixoto, na manhã de 10 de novembro de 1926, tendo como ajudante o Prefeito Municipal, Prudêncio Bogéa de Sá. Em agosto de 1927, o padre Peixoto, então secretário geral da Prelazia de Porto Velho, delegou poderes a uma comissão formada pelos senhores Prudêncio Bogéa de Sá, como presidente, Francisco Alves Erse, engenheiro da EFMM, e José Centeno, comerciante, para administrar as obras de construção do novo templo. Já em 26 de setembro de 1927 foi iniciada a abertura das covas dos alicerces da nova catedral. Os trabalhos seguiram com dificuldades, embora contando com o auxílio direto da população e de autoridades laicas. Logo passaram a contar com o apoio incansável do padre João Nicoletti, cujo nome foi atribuído à praça do Paço Municipal, em frente à Catedral, e tem seu túmulo no interior do templo. As telhas para a cobertura chegaram em Porto Velho a 8 de janeiro de 1929, a bordo do navio Madeira-Mamoré. Foram transportadas desde o porto até o local da obra pelos marinheiros e pelos habitantes da cidade. As pinturas originais de cunho religioso no interior da Catedral, foram executadas pelo padre Ângelo Cerri e por Afonso Ligório. Os vitrais que a circundam, com temas da Via Sacra, foram todos doados pela comunidade portovelhense. Modernamente, a artista Rita Queiroz fez algumas restaurações e incluiu uma obra sua. Nesse período inicial, foi construída apenas a parte que hoje corresponde à nave central e o campanário. Somente a partir de 1945 foram realizadas as obras de expansão, surgindo o novo altar e suas laterais.